# Panellus stipticus
Panellus stipticus se denomina a un hongo de la familia Mycenaceae y especie tipo del género Panellus. Como algunos otros miembros de la familia tiene las características de ser luminiscente. Habita en gran parte del mundo, pero es más común en Norteamérica, especialmente en la zona este. Es utilizado como espesante sanguíneo.
Esta especie fue nombrada por primera vez como  Agaricus stypticus por el botánico francés Jean Bulliard en 1783.

## Base química

Panellus stipticus

En general, la bioluminiscencia es causada por la acción de las luciferasas, enzimas que producen luz por oxidación de una luciferina (un pigmento). Varios estudios han evaluado la base bioquímica de la producción de luz en Panellus stipticus y han concluido que no existe una luciferasa fúngica específica. En 1988 se demostró que el hongo contenía sesquiterpeno panal, que tiene una estructura química de cadineno ceto-aldehído. Posteriormente, se aislaron dos precursores adicionales, PS-A (1-O-decanoilpanal) y PS-B (1-O-dodecanoilpanal). Si estos compuestos se tratan con sal de amoníaco o aminas primarias en presencia de hierro (II), peróxido de hidrógeno y un tensioactivo catiónico, se emite luz mediante una reacción de quimioluminiscencia,  lo que sugiere que el panal y sus derivados son luciferinas fúngicas, y que la reacción de quimioluminiscencia es la causa de la bioluminiscencia in vivo. En el hongo, el nivel de actividad de la enzima superóxido dismutasa (SOD) parece jugar un papel crítico en la cantidad de emisión de luz. La SOD apaga el efecto del anión superóxido (O2−) requerido en la reacción y, por lo tanto, la actividad de la SOD debe inhibirse para que ocurra la reacción. 

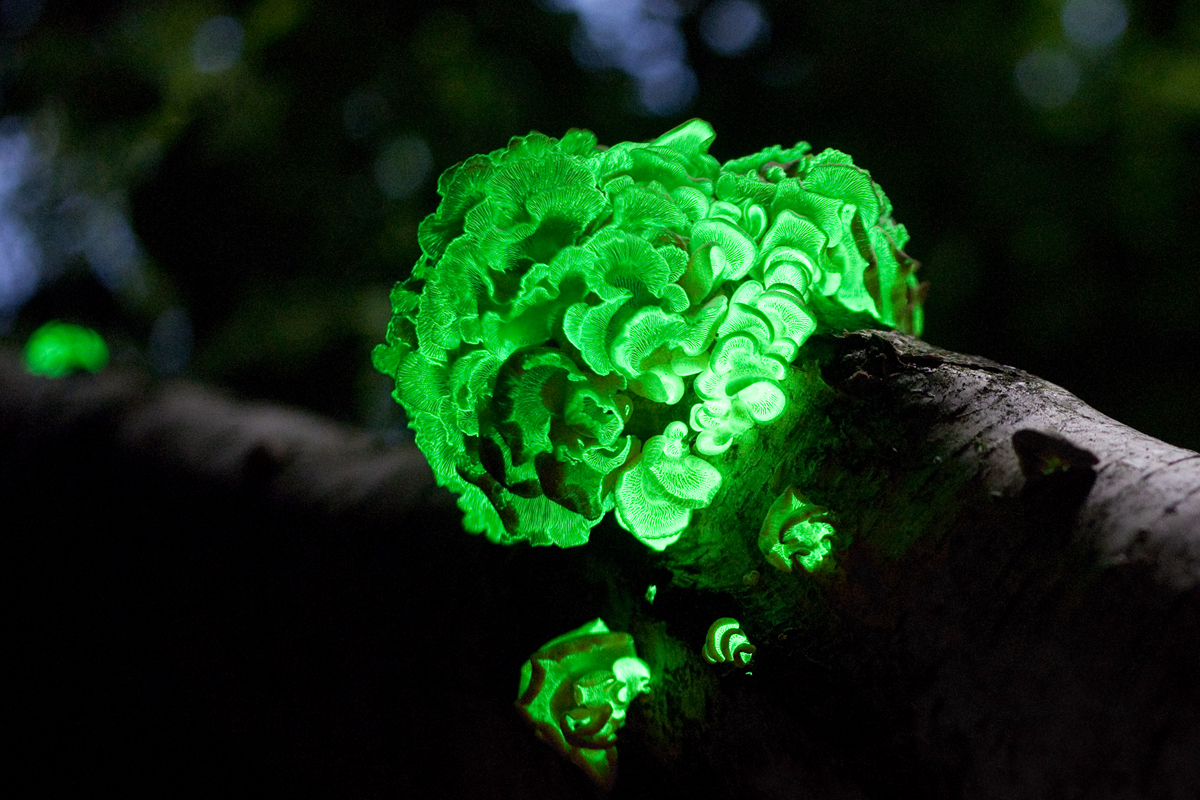
Panellus stipticus, Monte Vernon, Wisconsin.

- Datos: Q1029124
- Multimedia: Panellus stipticus / Q1029124